# Lenny Vallier
Lenny Vallier, né le 24 avril 1999 à Stains en France, est un footballeur français qui évolue au poste d'arrière gauche au Clube Desportivo Nacional.

## Biographie

### Débuts
Né à Stains en France, Lenny Vallier est formé par le Stade de Reims. Il joue son premier match en professionnel le 14 avril 2017, lors d'une rencontre de Ligue 2 face au Stade lavallois. Il entre en jeu à la place de Hamari Traoré et son équipe s'incline par cinq buts à deux.
Le 28 juin 2018, Vallier est prêté pour une saison au Pau FC.

### Chamois niortais
Le 15 septembre 2020, Lenny Vallier s'engage officiellement au Chamois niortais pour un contrat de trois ans,.
Il inscrit son premier but en professionnel, et donc pour Niort, le 24 septembre 2021 contre le Paris FC, en championnat. Son équipe s'impose par quatre buts à zéro ce jour-là.

### EA Guingamp
Le 18 juillet 2023, Lenny Vallier rejoint l'EA Guingamp. Il signe un contrat de deux ans, soit jusqu'en juin 2025.

### En sélection
Lenny Vallier représente l'équipe de France des moins de 17 ans. Il joue un seul match avec cette équipe, le 16 décembre 2015 contre l'Italie. Il est titularisé et son équipe s'impose par deux buts à un.